# Бабич, Милош (баскетболист)
Не путать с сербским хоккеистом Милошем Бабичем

Милош Бабич (серб. Милош Бабић; род. 23 ноября 1968 или 23 ноября 1967, Кралево) — югославский баскетболист, центровой и тяжёлый форвард. Выступал в различных европейских клубах. Был выбран на драфте НБА 1990 года командой «Финикс Санз», выступал в НБА в 1990—1991 годах.

## Карьера

### Клубная
В течение трёх сезонов (1987/88-1989/90) выступал за команду колледжа Технологического университета Теннесси.
Был выбран на драфте НБА 1990 года под общим 50 номером командой «Финикс Санз». В день драфта был обменян в «Кливленд Кавальерс» на итальянского игрока Стефано Рускони. Всего в НБА провел два сезона: в 1990-91 году выступал за «Кавальерс», сезон 1991-92 провёл в «Майами Хит». Всего в НБА сыграл в 21 матче, в среднем проводя на площадке 4,1 минуты и набирая 1,8 очков за матч. После завершения карьеры в США выступал за различные клубы Европы и Южной Америки.

## Статистика

### Статистика в НБА
| Сезон                                                                                    | Команда            | Регулярный сезон | Регулярный сезон | Регулярный сезон | Регулярный сезон | Регулярный сезон | Регулярный сезон | Регулярный сезон | Регулярный сезон | Регулярный сезон | Регулярный сезон | Регулярный сезон | Серия плей-офф | Серия плей-офф | Серия плей-офф | Серия плей-офф | Серия плей-офф | Серия плей-офф | Серия плей-офф | Серия плей-офф | Серия плей-офф | Серия плей-офф | Серия плей-офф |
| Сезон                                                                                    | Команда            | GP               | GS               | MPG              | FG%              | 3P%              | FT%              | RPG              | APG              | SPG              | BPG              | PPG              | GP             | GS             | MPG            | FG%            | 3P%            | FT%            | RPG            | APG            | SPG            | BPG            | PPG            |
| ---------------------------------------------------------------------------------------- | ------------------ | ---------------- | ---------------- | ---------------- | ---------------- | ---------------- | ---------------- | ---------------- | ---------------- | ---------------- | ---------------- | ---------------- | -------------- | -------------- | -------------- | -------------- | -------------- | -------------- | -------------- | -------------- | -------------- | -------------- | -------------- |
| 1990/91                                                                                  | Кливленд Кавальерс | 12               | 0                | 4,3              | 31,6             | 0,0              | 58,3             | 0,8              | 0,3              | 0,1              | 0,1              | 1,6              | Не участвовал  | Не участвовал  | Не участвовал  | Не участвовал  | Не участвовал  | Не участвовал  | Не участвовал  | Не участвовал  | Не участвовал  | Не участвовал  | Не участвовал  |
| 1991/92                                                                                  | Майами Хит         | 9                | 0                | 3,9              | 46,2             | 0,0              | 75,0             | 1,2              | 0,7              | 0,1              | 0,0              | 2,0              | Не участвовал  | Не участвовал  | Не участвовал  | Не участвовал  | Не участвовал  | Не участвовал  | Не участвовал  | Не участвовал  | Не участвовал  | Не участвовал  | Не участвовал  |
|                                                                                          | Всего              | 21               | 0                | 4,1              | 37,5             | 0,0              | 65,0             | 1,0              | 0,5              | 0,1              | 0,0              | 1,8              | Не участвовал  | Не участвовал  | Не участвовал  | Не участвовал  | Не участвовал  | Не участвовал  | Не участвовал  | Не участвовал  | Не участвовал  | Не участвовал  | Не участвовал  |
| Наведите курсор мыши на аббревиатуры в заголовке таблицы, чтобы прочесть их расшифровку. |                    |                  |                  |                  |                  |                  |                  |                  |                  |                  |                  |                  |                |                |                |                |                |                |                |                |                |                |                |